# Niños del mar (manga)
Niños del mar (海獣の子供 Kaijū no Kodomo?) es un manga japonés escrito y dibujado por Daisuke Igarashi. Fue serializado por la editorial Shougakan en la revista de temática seinen Monthly Ikki desde diciembre de 2005 a septiembre de 2011. Shogakukan publicó la serie en cinco volúmenes tankōbon entre julio de 2007 y julio de 2012.
Una adaptación cinematográfica de anime de Studio 4 °C se estrenó en mayo de 2019 en Japón.

## Personajes
- Ruka Azumi (安海琉花 Azumi Ruka?)
- Umi (海?)
- Sora (空?)
- Anglade (アングラード Angurādo?)
- Masaaki Azumi (安海正明 Azumi Masaaki?)
- Kanako Azumi (安海加奈子 Kanako Azumi?)
- Sensei (先生?)
- Jim (ジム Jimu?)[3]
- Dede (デデ?)

## Media

### Manga
Niños Del Mar está escrito e ilustrado por Daisuke Igarashi, y fue serializado en la revista seinen de Shogakukan Monthly Ikki del 24 de diciembre de 2005 al 24 de septiembre de 2011. Shogakukan compiló sus capítulos en cinco volúmenes tankōbon, publicados desde el 30 de julio de 2007 hasta el 30 de julio de 2012.
El manga tiene licencia en Norteamérica de Viz Media, quien lo serializó en línea en SigIkki.com y lanzó los cinco volúmenes de tankōbon del 21 de julio de 2009 al 18 de junio de 2013.

#### Volúmenes
| N.º | Título | Fecha de lanzamiento | ISBN original     |
| --- | --- | -------------------- | ----------------- |
| 1   | - 01. "Ruka" (琉花) - 02. "El Dia del Trueno" (神鳴りの日) - 03. "Hitodama" (人魂) - 04. "Mamíferos Marinos" - 05. "Patrones" (図様) - 06. "El Fantasma del Mar" (海の幽霊) - 07. "Silla" (椅子) - 08. "El Reino de los Mares" (水界) | 30 de julio de 2007  | 978-4-091-88368   |
| 2   | - 09. "Isana" - 10. "Un Fuerte Viento Marino" - 11. "Mas Allá de la Corriente" - 12. "La Luvia Llena las Piscinas" - 13. "Niños Empapados" - 14. "Rakshasa" - 15. "El Último Dia del Mes" - 16. "Despege"                             | 30 de julio de 2007  | 978-4-091-88369-8 |
| 3   | - 17. "Corriente Kuroshio" - 18. "Lejos en el Mar" - 19. "Espejismo" - 20. "Dugong" - 21. "Gondwana" - 22. "Ondas en la Ola" - 23. "Trampa" - 24. "Órganos Internos" - 25. "El Borde del Mar"                                         | 30 de junio de 2008  | 978-4-091-88422-0 |
| 4   | - 26. "Animales Marinos" - 27. "Cuerpo Perforado" - 28. "Aguas Turbias" - 29. "Mar del Universo" - 30. "Embarazo" - 31. "Crisol" - 32. "Intercepción" - 33. "Preparación" - 34. "Venus" - 35. "Demonio Marino"                        | 30 de julio de 2009  | 978-4-091-88470-1 |
| 5   | - 36. "Párpados" - 37. "Rito de Nacimiento I" - 38. "Rito de Nacimiento II" - 39. "Rito de Nacimiento III" - 40. "Rito de Nacimiento IV" - 41. "Rito de Nacimiento V" - 42. "Iruka"                                                   | 30 de julio de 2012  | 978-4-091-88590-6 |

### Anime
Studio 4°C anunció una adaptación cinematográfica japonesa del manga el 16 de julio de 2018. La película está dirigida por Ayumu Watanabe, con Kenichi Konishi como diseñador de personajes, jefe supervisor de animación y dirección musical de Joe Hisaishi . Está producida por Eiko Tanaka. El tema principal, "Umi no Yūrei" (海の幽霊?  tdl. "ghost(s) of the sea") , está escrito e interpretado por Kenshi Yonezu.
La película tuvo su estreno mundial el 19 de mayo de 2019 y en Japón el 7 de junio de 2019.

## Recepción
El manga Niños del Mar fue nominado al premio cultural Osamu Tezuka 2008 y 2009. Daisuke Igarashi recibió un premio a la excelencia de los Premios de la Asociación de Dibujantes de Japón por el manga en 2009. Así mismo el manga también recibió un premio a la excelencia de los Japan Media Arts Awards en el Japan Media Arts Festival 2009.
Deb Aoki de About.com elogió el manga por su "arte vibrante y detallado que se inspira en la naturaleza y en personas y lugares reales", pero lo critica por su trama lenta que "acelera el ritmo después de unos pocos capítulos". Sam Kusek de PopCultureShock comenta sobre las interacciones entre los personajes principales y dice: "[Umi, Sora y Ruka] todos comparten algo en común, el hecho de que están fuera de la norma. Ruka no es tu chica ideal. Atlética y con su actitud y agresividad hacia sus compañeros de equipo, la aleja de sus compañeros. Constantemente a lo largo del libro, la gente habla mal de ella cuando se cruza con alguien por la calle. Umi y Sora son obviamente forasteros debido a sus circunstancias extremas, usan túnicas grandes para cubrir la mayor parte de su piel y tienen que bañarse constantemente en agua. Sora especialmente tiene una constitución frágil, pasando la mayor parte del libro dentro y fuera de un hospital. Los tres son niños pequeños, y eso se muestra a lo largo del libro, pero también tienen un sentido único de madurez que los distingue no solo de otros niños sino de la mayoría de los adultos".
Carlo Santos , de Anime News Network , elogia el manga por su "narración sutil y fluida y su arte de primera clase que se combinan para formar una fascinante historia del mar", pero lo critica por "eventos mundanos y escenas superfluas que a veces ralentizan la trama". Steve Bennett de ICv2 elogia el manga por "su arte rico en detalles fotorrealistas que ayudan a darle a la fantasía una base sólida de realidad, con personajes fuertes y emocionalmente honestos que deberían hacer que esta fantasía para adultos y adolescentes atraiga tanto a los fanáticos de la fantasía épica como a los amantes del drama. Leroy Douresseaux de Coolstreak Comics comenta que le recuerda a los "cómics de ciencia ficción ecológica de los años 80, The Puma Blues " cuando lee el manga. También elogia el "arte terrenal de Igarashi, con su trabajo de líneas ocupadas y sombreado cruzado y un dibujo de figuras poco sofisticado, que fundamenta esta serie en la realidad, lo que hace que los momentos de encanto sean aún más impresionantes". También recomienda el manga a aquellos a quienes les gustó Solanin de Inio Asano.

## Otras lecturas
- Garrity, Shaenon K. (5 de febrero de 2015). «Children of the Sea - House of 1000 Manga». Anime News Network.